# Dick Kooy
Dick Kooy (Amsterdam, 3 dicembre 1987) è un pallavolista olandese naturalizzato italiano, schiacciatore del Fenerbahçe.

## Biografia
È il nipote dell'ex pallavolista Ron Zwerver, oro olimpico ad Atlanta 1996. Dopo aver ottenuto la cittadinanza italiana per matrimonio nel marzo 2016, dà il via alle pratiche per ottenerne anche la nazionalità sportiva, diventando infine eleggibile per la nazionale azzurra dal febbraio 2019.

## Carriera

### Club
La carriera da professionista di Dick Kooy ha inizio nel campionato 2005-06 con la squadra dell'Omniworld di Almere, dove resta per un biennio e disputa l'Eredivisie; nella stagione 2007-08 passa al Nesselande, militandosi per due annate e conquistando uno scudetto. Nella stagione 2009-10 viene ingaggiato dal Modena, nella Serie A1 italiana; dopo un triennio con gli emiliani, poco dopo l'inizio del campionato 2012-13 viene ceduto in prestito alla Lube di Macerata.
Si trasferisce in Polonia nella stagione 2013-14, passando allo ZAKSA, in Polska Liga Siatkówki, dove in un biennio conquista una Coppa di Polonia, di cui viene eletto miglior servizio, prima di approdare in Turchia per il campionato 2015-16, giocando nella Voleybol 1. Ligi, in seguito Efeler Ligi, con l'Halkbank, dove gioca due annate e si aggiudica altrettanti scudetti e una Supercoppa turca.
Nella stagione 2017-18 si accasa in Russia, dove disputa la Superliga con la Dinamo Mosca: dopo le due annate trascorse nella formazione moscovita, rientra in Italia per disputare il campionato 2019-20 con la You Energy di Piacenza, in Superlega, dove rimane anche nel campionato seguente firmando un accordo biennale con la Trentino. Nella stagione seguente, tuttavia, lascia il club italiano per tornare nella Polska Liga Siatkówki, accettando la proposta dello Skra Bełchatów.
Dopo un biennio in Polonia, nel campionato 2023-24 torna nella massima divisione turca, questa volta con il Fenerbahçe.

### Nazionale
Partecipa con la nazionale Under-21 olandese alle qualificazioni europee al campionato mondiale 2007. 
Nel 2008 debutta nella nazionale olandese maggiore, partecipando ad alcuni incontri dei gironi della European League e facendo parte della nazionale orange fino al 2015.
Dopo aver ottenuto la cittadinanza sportiva e dato disponibilità alla nazionale italiana, fa il suo esordio in maglia azzurra in occasione della Coppa del Mondo 2019.

## Palmarès

### Club
- Campionato olandese: 1

2008-09
- Campionato turco: 2

2015-16, 2016-17
- Coppa di Polonia: 1

2013-14
- Supercoppa turca: 1

2015

### Premi individuali
- 2014 - Coppa di Polonia: Miglior servizio